# GolTV (Canadá)
GolTV fue un canal canadiense especializado en el deporte. Su programación se dedicó exclusivamente a la asociación de fútbol (soccer), con eventos deportivos en directo y grabados de todo el mundo, y los programas de noticias. GolTV fue propiedad de Maple Leaf Sports & Entertainment (MLSE) y GolTV EE. UU., una división de Tenfield. 
GolTV también distribuyó una feed en español, que estuvo disponible a través de determinados proveedores de televisión. Difundió el mismo horario que la feed en inglés, sólo que con audio en español.

## Historia
En agosto de 2005, se le concedió Insight Sports (en nombre de una corporación para ser incorporado) una licencia de radiodifusión televisiva por el Consejo Canadiense de Radiodifusión y Telecomunicaciones (CRTC) para La Red de fútbol, que se describe como "un nacional en idioma inglés Categoría 2 especialidad empresa de programación dedicada a los amantes del fútbol y de fútbol. la programación se centrará en la instrucción, desde principiante a avanzado y el juego en los partidos de fútbol de aficionados y profesionales. Toda la programación se dedicará a fútbol o materias relacionadas con el fútbol". 1 El canal fue lanzado el 1 de noviembre de 2005, como GolTV. 2 En algún momento, GolTV EE.UU. compró una participación minoritaria en el canal. El 23 de enero de 2009, la hoja de Arce Sports and Entertainment, propietaria de la franquicia de la Liga Mayor de Fútbol de Toronto FC (junto con otros equipos de los deportes más importantes de la ciudad), anunciaron que adquirirían interés Insight Sports en GolTV. 3 El acuerdo fue aprobado por el CRTC el 2 de junio de 2009.

## Programación
GolTV Canadá cuenta con eventos en vivo y grabados de las siguientes ligas y competiciones: 
- Brasileirao , Campeonato Paulista
- Major League Soccer (incluyendo la cobertura específica del equipo de Toronto FC)
- Bundesliga
- Liga de Ascenso MX
- Copa del Rey (sólo la final)
- Supercopa de España

GolTV transmite los partidos internacionales, incluidos los amistosos y clasificatorios, entre ellos: 
- CONCACAF: Torneo Preolímpico de la Mujer
- CONMEBOL: Campeonato Sudamericano Juvenil
- FIFA: Seleccionado para la Copa Mundial

### Programación del pasado
GolTV se emitió previamente una cobertura de España La Liga. Desde mediados de 2012, los derechos de transmisión para Canadá de esa liga han sido propiedad del advenedizo Al Jazeera canal de propiedad de beIN Sport, que aún no ha sido autorizado a emitir en Canadá ni ha subarrendado sus derechos a ninguna de las entidades de radiodifusión canadiense.

## Programas
- Bundesliga Revista
- Football Weekly canadiense
- Foot Brazil
- Fútbol Hoy
- GolTV Noticias
- Hola Bundesliga
- Liga BBVA
- MLS semanal
- Fuera del campo
- Oh My Gol!